# 6 pluviôse
6 nivôse 6 ventôse
Le sextidi 6 pluviôse, officiellement dénommé jour du laurier thym, est le 126e jour de l'année du calendrier républicain.
C'était généralement le 25e jour du mois de janvier dans le calendrier grégorien.